# 高橋雅美
高橋 雅美（たかはし まさみ、1959年 - ）は、日本の実業家。ターナージャパン株式会社代表取締役、元ワーナー ブラザース ジャパン合同会社社長兼日本代表。

## 人物・経歴
東京都生まれ。成蹊大学法学部政治学科卒業。ウォルト・ディズニー・スタジオ マーケティング エグゼクティブ ディレクターを経て、2015年ワーナー ブラザース ジャパン入社。2016年から2024年までワーナー ブラザース ジャパン社長兼日本代表を務め、日本映画の製作強化などを進めた。

## 参加作品
- ジョジョの奇妙な冒険 ダイヤモンドは砕けない 第一章（製作委員会統括）
- ひるね姫 〜知らないワタシの物語〜（製作）
- 無限の住人（製作）
- ママレード・ボーイ（製作）
- アウトレイジ 最終章（アソシエイト・プロデューサー）
- 22年目の告白 -私が殺人犯です-（製作）
- 先生!、、、好きになってもいいですか?（エグゼクティブプロデューサー）
- 鋼の錬金術師（製作）
- 去年の冬、きみと別れ（製作総指揮）
- BLEACH（製作）
- ニンジャバットマン（製作）
- 春待つ僕ら（製作）
- 銀魂 / 銀魂2 掟は破るためにこそある（製作）
- 雪の華（製作）
- ダンスウィズミー（製作）
- THE DAYS（エグゼクティブプロデューサー）